# ستاره اطلس
اطلس (ستاره) یک ستاره است که در صورت فلکی خوشه پروین قرار دارد.